# Vanceboro (Karolina Północna)
Vanceboro – miasto w Stanach Zjednoczonych, w stanie Karolina Północna, w hrabstwie Craven.